# American Airlines-vlucht 11

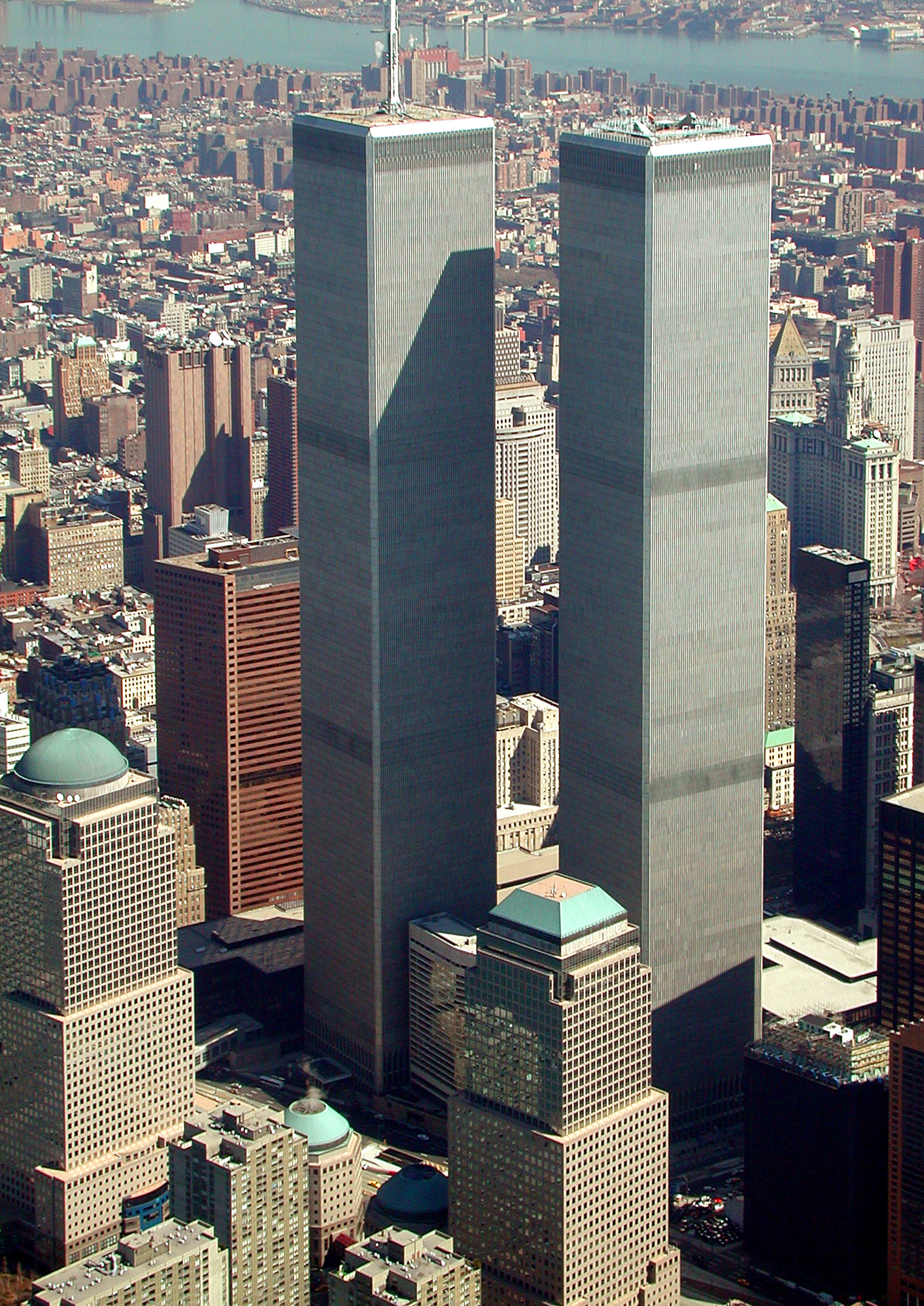
Het doelwit van deze vlucht was de North Tower (met antenne) van het World Trade Center

American Airlines vlucht 11 was de eerste vlucht die werd gekaapt bij de aanslagen op 11 september 2001. Het toestel was een Boeing 767-223ER van de luchtvaartmaatschappij American Airlines en had de vliegtuigregistratie N334AA. Het vliegtuig zou van Logan International Airport in Boston naar Los Angeles International Airport vliegen. Op deze vlucht werd het toestel gekaapt en vloog om 08:46 de North Tower van het World Trade Center in waarbij alle inzittenden omkwamen.

## De vlucht

Route van de rampvlucht

Oorspronkelijk zou het toestel vertrekken om 7:45 's ochtends. Met uiteindelijk 14 minuten vertraging vertrok het toestel om 7:59 vanaf startbaan 04R. Om 8:13:29, toen het vliegtuig over het midden van de staat Massachusetts vloog, reageerde de piloot op een verzoek van de luchtverkeersleiding in Boston om een bocht van 20 graden te maken. Om 8:13:47 verzocht de luchtverkeersleiding in Boston om te stijgen naar 35 000 voet, maar de piloot heeft hier nooit op gereageerd. Om 8:16 steeg het vliegtuig naar een hoogte van 29 000 voet.

### Kaping
Volgens de 9/11-commissie begon de kaping om 8:14. De piloot John Ogonowski en copiloot Thomas F. McGuinness Jr hadden de besturing van het vliegtuig nog in de hand, nadat het vliegtuig werd gekaapt.
Om 8:24:38 zei Atta: "We hebben een aantal vliegtuigen, blijf rustig en je zult in orde blijven. We keren terug naar het vliegveld."
Om 8:24:56 zei Atta: "Niemand mag zich bewegen. Alles zal in orde zijn. Als je je beweegt dan breng je jezelf en het vliegtuig in gevaar."
Om 8:26 vloog het vliegtuig over Schenectady. Het vliegtuig maakte een bocht van 100 graden naar het zuiden richting New York.
Om 8:33:59 zei Atta "Niemand bewegen, we gaan terug naar het vliegveld."
Om 8:37 daalde het vliegtuig naar een hoogte van 29 000 voet en het maakte een laatste bocht naar Manhattan om 8:43.
De vijf kapers aan boord waren:
|                               |                                |                              |                                  |                               |
| Mohammed Atta (piloot) Egypte | Waleed al-Shehri Saoedi-Arabië | Wail al-Shehri Saoedi-Arabië | Abdulaziz al-Omari Saoedi-Arabië | Satam al-Suqami Saoedi-Arabië |

## De toren

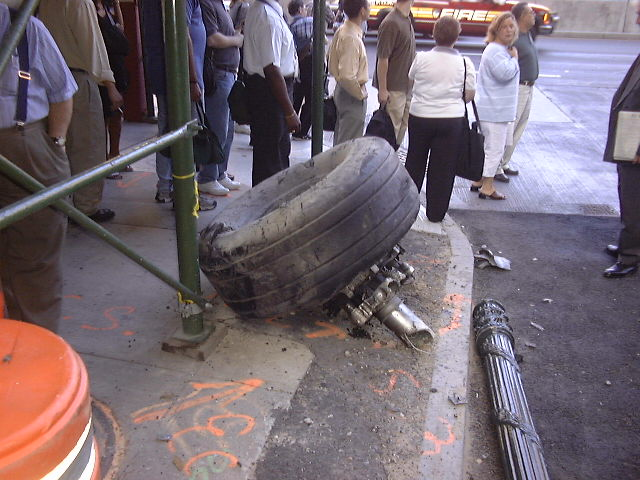
Het landingsgestel van het vliegtuig dat op straat werd gevonden

Om 8:46:40 boorde het toestel zich met een snelheid van 750 km/u tussen de 94ste en 98ste verdieping van de North Tower van het World Trade Center. Op dat moment had het vliegtuig circa 10.000 gallon (37.860 liter) brandstof aan boord.
De eerste berichten kwamen van de nieuwszender CNN om 8:49. De aanslag werd gefilmd door drie personen: de Franse cameraman Jules Naudet, de Tsjechische immigrant Pavel Hlava en een webcam, die echter slechts elke vier seconden een beeldje opnam. Hlava's beelden werden overigens pas na enkele maanden openbaar gemaakt, omdat hijzelf niet wist dat de aanslag op tape stond.